# Ana Estefanía Dominga Riglos
Ana Estefanía Dominga Riglos (1788 - 1870) fue una patriota argentina, esposa de Miguel de Irigoyen, uno de los principales líderes de la Revolución de Mayo. Es considerada una de las Patricias Argentinas.

## Biografía
Ana Estefanía Dominga Riglos nació en Buenos Aires, Virreinato del Río de la Plata, el 3 de agosto de 1788, hija del doctor Francisco Javier de Riglos, abogado de la Real Audiencia de Charcas, y de Juana de Lezica.

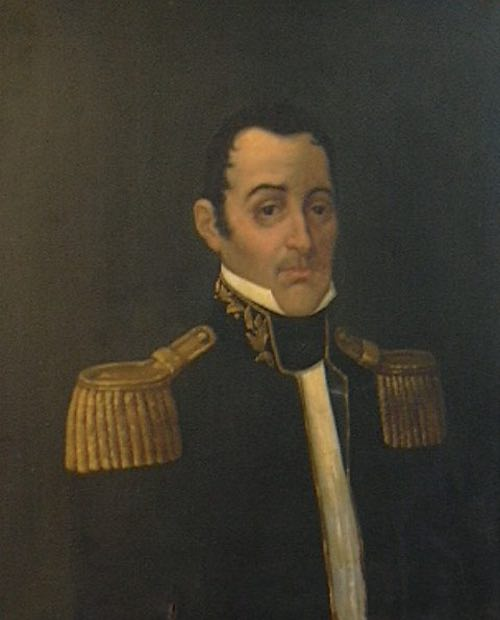
Miguel de Irigoyen.

Contrajo matrimonio el 22 de diciembre de 1809 con su primo Miguel de Irigoyen Quintana, quien en la Anarquía del Año XX alcanzó la gobernación de Buenos Aires y se desempeñó como Intendente de Policía. 
Junto con las señoras de Peña, Lasala, Castelli, Agrelo, etc. se contaba entre las más decididas patriotas.
Fueron ellas quienes en la mañana del 18 de mayo de 1810 se presentaron (posiblemente en casa de Juan José Viamonte) para convencer a Cornelio Saavedra de que había llegado el momento de la revolución.
Una de las decisiones adoptadas por el cabildo abierto del 25 de mayo de 1810 ordenaba a la Junta Gubernativa disponer el envío de una expedición a las provincias del interior con el objeto formal de asegurar la libertad en la elección de diputados que las representarían en el gobierno. Más allá de esa justificación por otra parte razonable, era preciso evitar con rapidez la formación y consolidación de núcleos contrarrevolucionarios y demostrar a los partidarios en el interior del movimiento emancipador que serían sostenidos con decisión y preservados en sus vidas y hacienda por el nuevo gobierno.
El primer objetivo de la Expedición Auxiliadora sería la provincia de Córdoba, donde se organizaba la resistencia alrededor del héroe de la reconquista Santiago de Liniers.

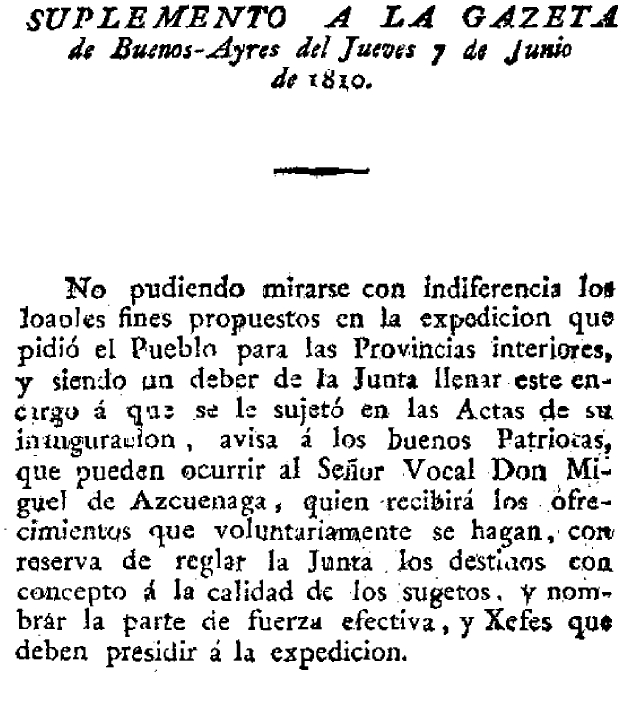
Resolución del 7 de junio de 1810.

El Cabildo del 25 de mayo había asignado recursos para organizar el nuevo ejército: los sueldos del Virrey Baltasar Hidalgo de Cisneros y de otros altos empleados de su administración. No obstante sea por resultar insuficientes o como medio para movilizar y comprometer a los vecinos con la causa se inició una suscripción pública. 
El 7 de junio la Gazeta de Buenos Aires publicó una resolución en los siguientes términos: "No pudiendo mirarse con indiferencia los loables fines propuestos en la expedición que pidió e pueblo para las provincias interiores, y siendo un deber de la Junta llenar este encargo a que se le sujetó en las actas de su inauguración, avisa a los buenos patriotas que pueden concurrir al señor Vocal don Miguel de Azcuénaga, quien recibirá los ofrecimientos que voluntariamente se hagan, con reserva de reglar la Junta los destinos, con concepto a la calidad de los sujetos y nombrar la parte de fuerza efectiva y jefes que deben presidir la expedición".
Iniciada la suscripción para la también llamada "expedición de Unión de las Provincias interiores" Ana Riglos contribuyó "con el haber de dos hombres durante la expedición" comprometiéndose a donar sus joyas en caso de ser necesario.
Con esos donativos y los que se hicieron en varias provincias, un mes después la Junta pasaba revista en Monte Castro a más de mil hombres.

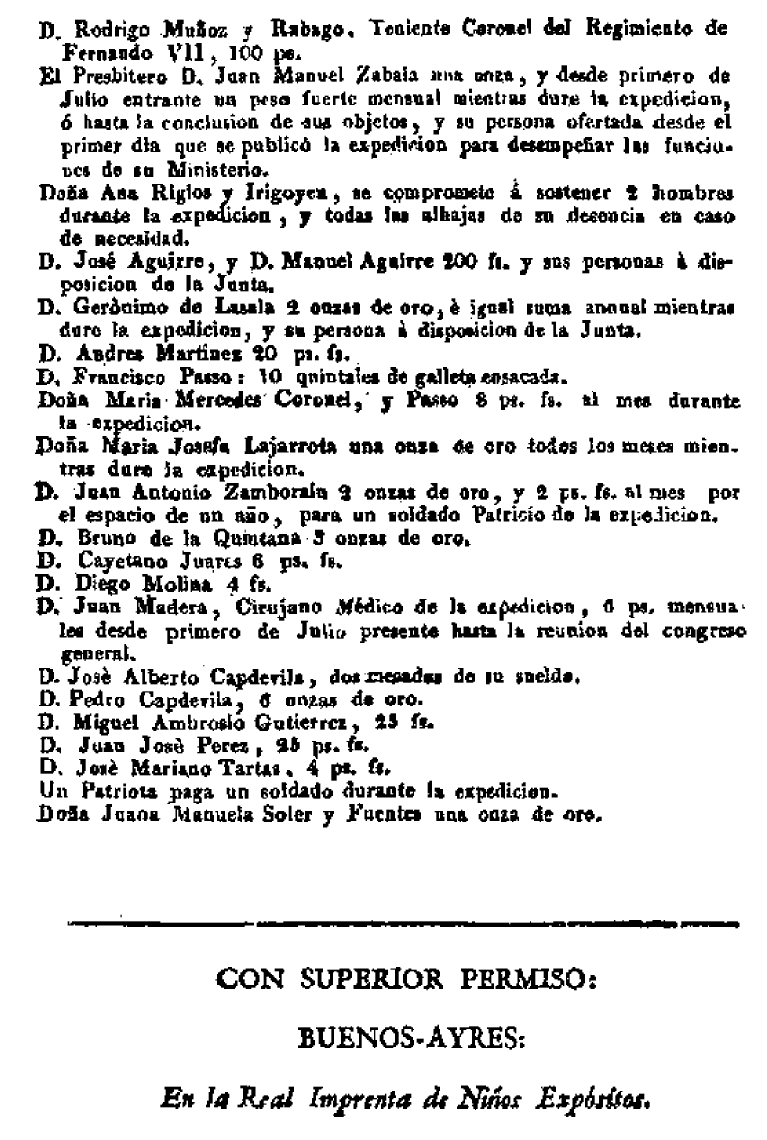
Lista de suscriptores, 5 de julio de 1810.

Enviudó en 1822 y volvió a casarse con Antonio María Pirán Balbastro, con quien tuvo dos hijos Carmen y Antonio Pirán Riglos. Su casa continuó siendo uno de los principales centros de encuentro de la sociedad porteña de la época. Según los hermanos Robertson, frecuentes asiduos de esas tertulias, las casas más acogedoras de Buenos Aires eran las de Mariquita Sánchez de Thompson, la de Melchora Sarratea y la de Ana Riglos, de quien afirman "era una viuda muy bonita e inteligente, vivaz, bien educada, ya madura, con un toque aristocrático de la vieja escuela, y alternaba con todos en su casa: sus contertulios eran los más agradables de cuantos conocí. Su hijo don Miguel había sido educado en Inglaterra (...) La casa de la señora de Riglos, o como se le llamaba a menudo, Madame Riglos, era punto de cita de los ministeriales y ella hubiera podido ser designada con propiedad inglesa como el leader femenino del partido tory de los porteños".
José Antonio Wilde en Buenos Aires desde setenta años atrás, también describe a la "señora doña Ana, viuda de Riglos, altamente aristocrática, pero muy comunicativa y familiar en su trato, era madre de don Miguel Riglos, quien se educó en Inglaterra y volvió a su país en 1813; esta señora era sobrina de doña Eusebia de la Sala, que también figuraba en aquellos tiempos."
Falleció en su ciudad natal, el 14 de julio de 1870. Una calle de la ciudad de Córdoba lleva su nombre.